# Ditassa subulata
Ditassa subulata là một loài thực vật có hoa trong họ La bố ma. Loài này được J.R.Johnst. mô tả khoa học đầu tiên năm 1905.